# 尼马·阿尔卡尼-哈米德
尼马·阿尔卡尼-哈米德（英語：Nima Arkani-Hamed，1972年4月5日—），加拿大/美国理论物理学家，研究方向为高能物理、弦理论和宇宙学。曾任哈佛大学和加州大学伯克利分校教授，现为普林斯顿高等研究院教授。